# Долни Добромир
Вижте пояснителната страница за други значения на Добромир.
Долни Добромир (на румънски: Dobromir) е село в окръг Кюстенджа, Северна Добруджа, Румъния.

## История
До 1940 година в Долни Добромир има българско население, което се изселва в България по силата на подписаната през септември същата година Крайовската спогодба.

## Личности
Починали в Долни Добромир
- Борис Георгиев Шопов, български военен деец, подпоручик, загинал през Първата световна война.[1] Завършил последния двадесет и седми випуск Солунската българска мъжка гимназия през 1913 година.[2]
- Георги Стефанов Клюнчев, български военен деец, подпоручик, загинал през Първата световна война[3]
- Стоян Юруков, български революционер